# Clusia obovata
Clusia obovata là một loài thực vật có hoa trong họ Bứa. Loài này được (Spruce ex Planch. & Triana) Pipoly mô tả khoa học đầu tiên năm 1998.